# Henri Dorgères
Henri-Auguste d'Halluin, más conocido como Henri Dorgères (Wasquehal, 6 de febrero de 1897-Antony, 22 de enero de 1985), fue un político y activista agrario francés de extrema derecha, personalidad clave en el fascismo rural francés.

## Biografía
Nacido el 6 de febrero de 1897 en Wasquehal, llegó a pertenecer a Action Française originalmente. Presentaba una ideología antisemita y anticomunista, defendía «ardientemente» la familia y se mostraba en contra del estatismo, defendiendo un papel meramente arbitral del estado. Agitador del campo francés durante la década de 1930, fue miembro del Front Paysan y fundador de los Comités  de  défense  paysanne y de la milicia de los camisas verdes. Dorgères, que apoyó al mariscal Pétain y durante el régimen de Vichy llegó a ser miembro del Consejo Nacional, ocupó durante la Cuarta República francesa un asiento de diputado por Ille y Vilaine entre 1956 y 1958.
Falleció el 22 de enero de 1985 en Antony.